# Helvia Recina
Helvia Recina anche Recina o Ricina, è un'antica città romana, oggi sito archeologico della valle del fiume Potenza, nel comune di Macerata, nelle Marche. La creazione in questo luogo di un centro abitato fu facilitata dalla posizione particolarmente favorevole sia per la vicinanza del fiume Potenza, in età antica probabilmente navigabile, sia per la presenza di importanti tracciati viari. In quest’area, infatti, si incrociavano la Flaminia prolaquense (diverticoli della Flaminia) che già nel III secolo a.C. collegava Nuceria Camellaria (Nocera Umbra) con Ankón  (Ancona), la Salaria gallica e le strade di collegamento con la colonia romana di Potentia (Porto Recanati) e con il municipio di Pausulae (Corridonia).

## Origine e storia
Helvia Recina è situata nell'attuale frazione di Macerata Villa Potenza, si è evoluta sulla base di una preesistente città italica forse del III secolo a.C. abitata dai Piceni. Il suo nome è cambiato durante i secoli da Ricina a Recina e infine in Helvia Recina Pertinax. L'origine del nome è incerta anche se gli antichi eruditi che per primi hanno cercato di studiare il sito e i suoi monumenti, spesso hanno citato un epigramma (piuttosto tardo) che dice:
Questo epigramma fu riportato alla luce da Niccolò Peranzoni, umanista della corte di papa Leone X, nei primi anni del XVI secolo. Dunque alla base del nome di questa colonia romana stava un tempio dedicato a Venere ericina. Il primo tempio dedicato alla Venere Ericina è stato quello sul Monte Erice, in Sicilia, fondato dal leggendario Enea. Dalla Sicilia il culto fu esportato nel resto della penisola com'è testimoniato dalla presenza di due templi uno al Campidoglio e uno al Quirinale.
Questo epigramma venne riportato anche in secoli successivi ad esempio da Pompeo Compagnoni nel suo tomo: La Reggia Picena. Ambedue gli autori, il Peranzoni e il Compagnoni diffidarono dell'autenticità di questo epigramma, perché sia la forma grammaticale che i termini usati sono del periodo del Basso Impero.
L'abate Colucci nel suo tomo sulle antichità del Piceno, trascrive l'epigramma dai due autori precedenti ma non lo considera molto veritiero:
La prima notizia certa dell'esistenza di Ricina è del I secolo d.C. di Plinio il Vecchio (Nat. Hist. III, 111). L'antica Ricina si trovava lungo la via Salaria Gallica; al tempo dell'alto Impero risalgono i monumenti più importanti.
Molti storici sono del parere che la città fosse più antica visto che Plinio ne parla come di uno dei centri maggiori del Piceno.

### Ipotesi sulla fondazione
Sulla città di Helvia sono state fatte ipotesi al limite del mirabolante. Una fra le tante è quella che la vuole fondata da un mitologico Re Cino, il primo re d'Italia dopo il Diluvio Universale. A questo proposito scherza il conte Monaldo Leopardi, padre di Giacomo, dicendo
(Monaldo Leopardi, Serie dei Vescovi di Recanati con alcune notizie della città e della chiesa di Recanati, Recanati, 1828, p. 16)
Si ha anche notizia, non documentata, che una delle legioni più importanti e feroci fra le schiere di Giulio Cesare, la cosiddetta XII "Fulminata", fosse formata da soli ricinesi. Un'altra è l'erezione di una statua in favore dell'imperatore Adriano completamente in oro. La presenza di piazze marmoree e fontane. Naturalmente si tratta di suggestioni archeologiche di taluni eruditi, in maggioranza maceratesi, che senza appoggi documentari raffiguravano la loro antica colonia come una "piccola Roma".

### Dalla Repubblica all'Impero
Ricina venne elevata da Settimio Severo nel 205 al rango di colonia e la ribattezzò col nome di Helvia Recina Pertinax, in onore del suo predecessore l'Imperatore Publio Elvio Pertinace. Il tutto è testimoniato da un'antica lapide marmorea, (C.I.L. IX 5747), conservata nell'atrio del palazzo comunale di Macerata che dice:
(Diego Calcagni, Memorie istoriche della città di Recanati nella marca d'Ancona, 1711)
Una lapide che, dopo una lunga genealogia, ci conferma che la costruzione (o meglio la ricostruzione) della colonia di Helvia Recina è avvenuta sotto Settimio Severo.

### Diffusione del Cristianesimo

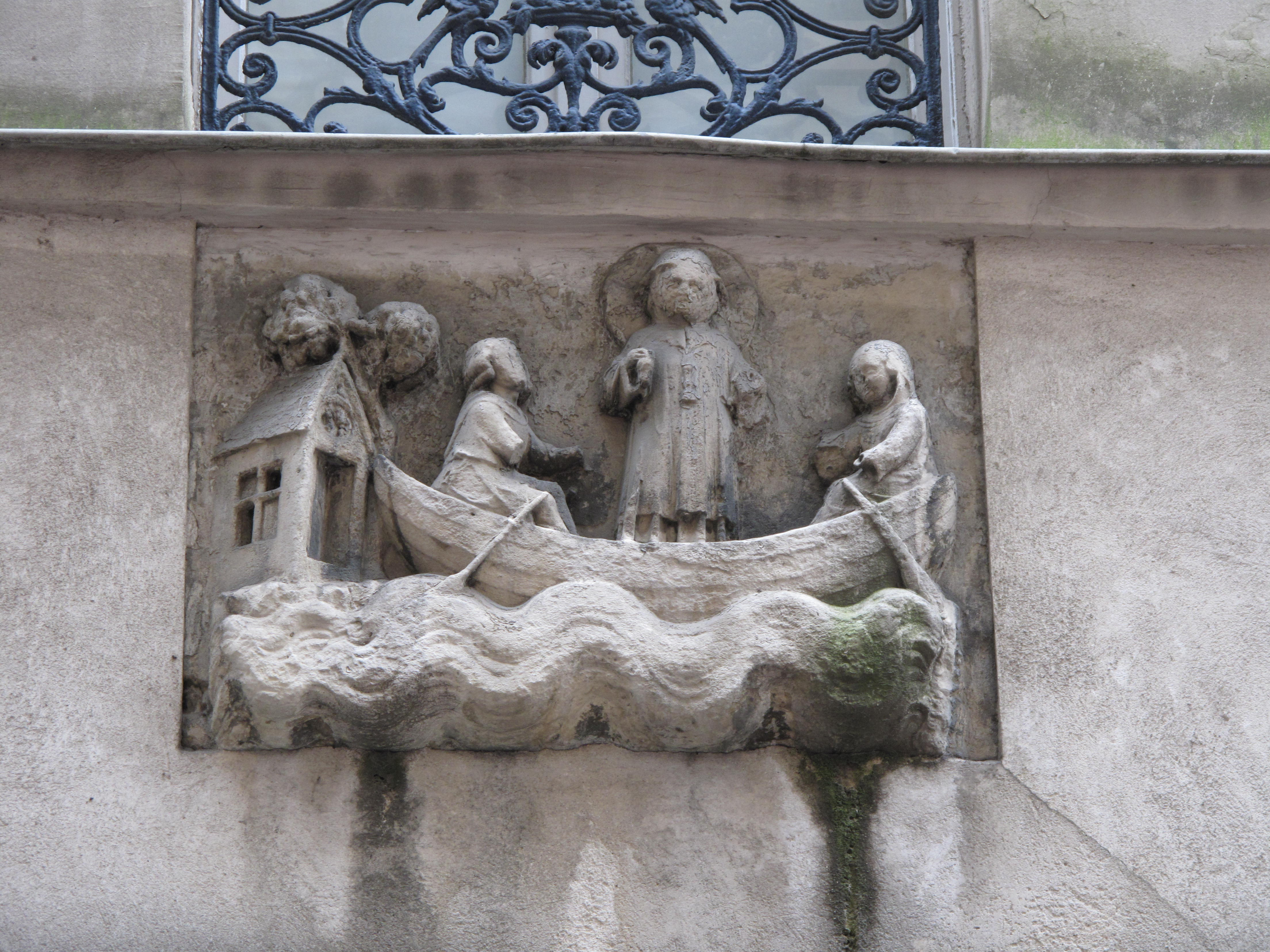
San Giuliano traghetta i lebbrosi sul fiume Potenza, bassorilievo del XIV secolo, Parigi

Durante il periodo dell'affermazione del Cristianesimo la zona di Ricina fu cristianizzata da San Giuliano l'ospitaliere, intorno al I secolo, spostatosi in eremitaggio sulle rive del fiume Potenza, espiò il peccato di matricidio e patricidio perpetrato nelle natie Fiandre, traghettando i lebbrosi dall'una all'altra riva del fiume, questa almeno è la leggenda.
Il primo vescovo di Helvia Recina fu Flaviano che fu martirizzato nel III secolo circa.
Naturalmente anche in questo non mancarono ipotesi abbastanza dubbie, o quanto meno impossibili da documentare, e forse soltanto leggendarie com'è quella che vuole che i primi nuclei di cristiani di Ricina fossero nati in seguito ad una permanenza dello stesso San Pietro. Questi, secondo la leggenda, proveniva dalla Dalmazia e in viaggio verso Roma si fermò a Helvia Recina. Naturalmente anche questa è un'ipotesi che rientra tra le leggende che circondano l'antica colonia. Nel saggio del Moroni sulla storia della chiesa se ne fa un chiaro accenno, dandolo per probabile:
(Gaetano Moroni, Dizionario di erudizione storico ecclesiastica da S. Pietro sino ai nostri giorni, Vol. XLI, Venezia 1846, p.35)

### Distruzione della città
Nel IV o V secolo le invasioni dei Goti costrinsero la maggior parte dei ricinesi a spostarsi sulle colline. Nacquero così i centri medievali di Macerata e Recanati. Probabilmente il primo saccheggio dell'antica colonia romana è stata opera degli Ostrogoti sotto il comando di Radagaiso all'inizio del V secolo, che operò varie scorrerie e saccheggi in tutta la zona dell'antico Picenum.
Almeno fino al 393 Ricina ancora esisteva in quanto il suo nome è riportato nella Tavola Peutingeriana, disegnata appunto alla fine del IV secolo. Mentre nel 410 è testimoniata la presenza dell'ultimo vescovo ricinate Claudio, anche lui in seguito proclamato santo, che viene anche considerato il primo vescovo di Macerata
Durante la guerra Greco-Gotica, della metà del VI secolo le truppe di Teja, ultimo re degli Ostrogoti, distrussero completamente la città di Ricina, mentre le truppe bizantine di Belisario erano accampate nella nuova città sulla collina soprastante cioè Macerata.

### Era moderna
I resti della città erano ancora imponenti nel 1341 dato che il Rettore della Marca concesse ai Guelfi maceratesi il diritto di arroccarsi tra le rovine contro gli attacchi dei Ghibellini; nel 1432 gli statuti di Macerata inoltre concessero ai cittadini il diritto di raccogliere materiale da costruzione tra le rovine, anche procedendo a demolizioni, pratica che è stata alla base della quasi totale distruzione della città.
I numerosi ritrovamenti, avvenuti in diverse occasioni a partire dagli scavi del XIX secolo ad opera del Servanzi Collio fino a quelli più recenti, pur se in gran parte non visibili a causa della moderna urbanizzazione, documentano una intensa attività edilizia soprattutto per tutta l’età imperiale.

## La struttura urbana

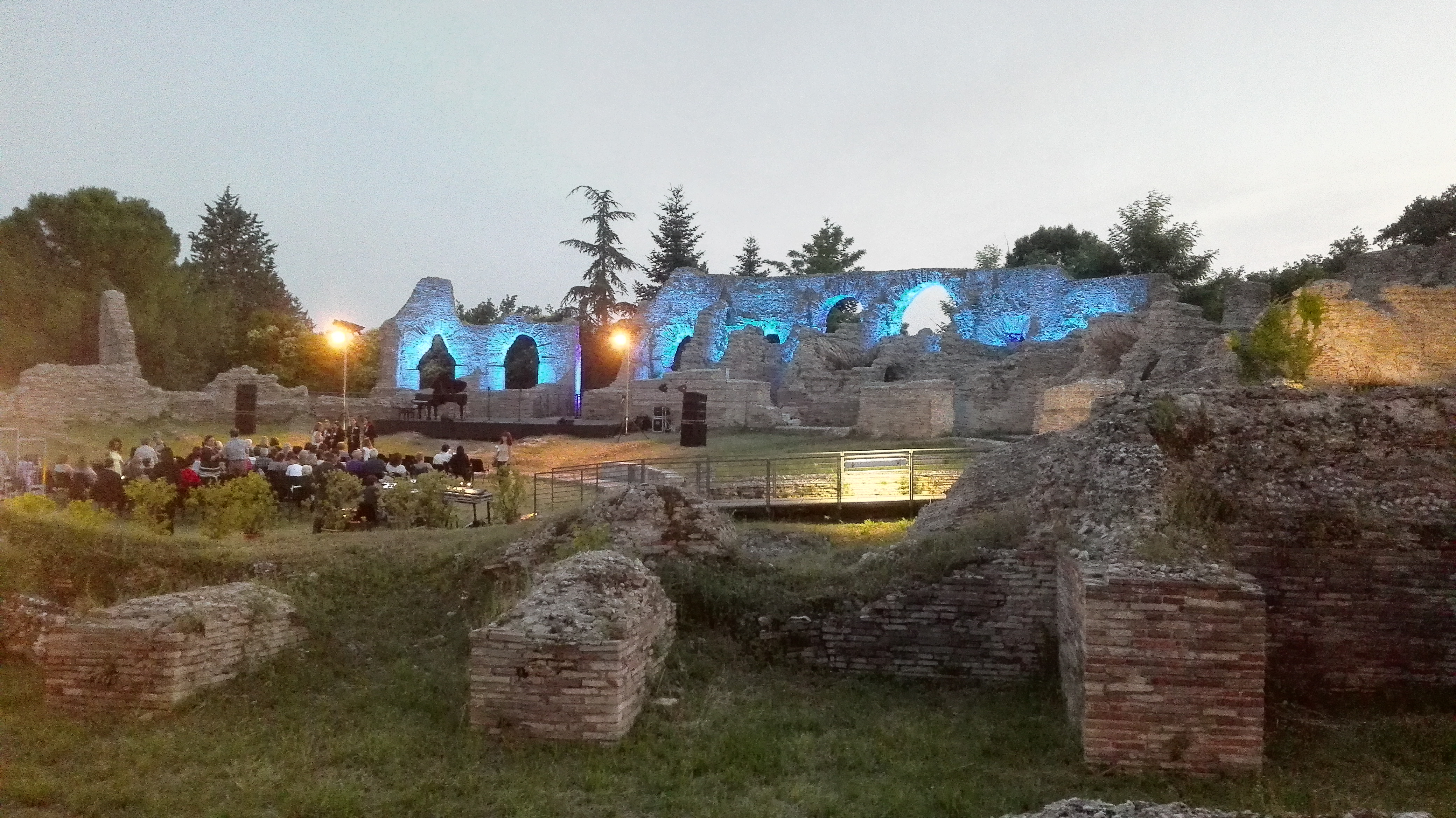
Teatro di Ricina

La città era racchiusa da una cinta muraria di forma rettangolare. Al centro l'abitato era tagliato dalla strada di fondovalle (diverticolo della Flaminia) oggi coperta dalla moderna viabilità (SS361). Un tratto di basolato di tale via, scoperto nel 1963 durante la costruzione di un distributore di carburante, è visibile. Largo 5m conserva le tracce delle ruote dei carri. Sul lato Nord-Est la strada era affiancata ad un portico, sul quale si affacciavano ambienti identificati in negozi e magazzini (tabernae).
Su questo asse stradale principale (decumanus maximus) si innestavano le vie minori a formare il tipico reticolo urbano delle città romane. La piazza principale – il Foro – viene localizzato quasi al centro della città dove sorge ben visibile l'edificio monumentale meglio conservato: il teatro.

### Il teatro romano
I resti del teatro romano del II secolo d.C. sono oggi la testimonianza più importante dell'antica città e danno l'idea dell'importanza del municipio. Il monumento è largo m 75,45 e lungo m 62,55; presenta una cavea elevata artificialmente su terreno pianeggiante; con molta probabilità doveva avere un’altezza intorno a m 17. 
Era a tre ordini di gradinate e poteva ospitare circa 2000 spettatori, probabilmente era ricoperto di marmi (reimpiegati durante il Medioevo) con capitelli dorici e corinzi. Ancora bene riconoscibili sono: l'orchestra, la cavea e il frontescena in laterizio come prevedeva il teatro romano classico. Questi resti danno l'idea di una città di medie proporzioni e florida a causa della contiguità col fiume, allora navigabile, che la metteva in comunicazione con il porto del municipio di Potentia sulla foce del fiume omonimo.

### Area forense ed altre strutture
Tra gli altri edifici pubblici identificati ci sono le terme scavate nel 1873 dal Servanzi Collio, probabilmente le stesse menzionate nell'iscrizione di Tuscilio Nominato che lasciando la sua eredità a Traiano fece ripavimentare piazze e strade nonché ristrutturare un balneum (terme). Le foto aeree consentono di identificare sempre presso il foro un tempio, il principale edificio di culto di Ricina. Numerosi i rinvenimenti di pavimentazione a mosaico, spesso policromi perlopiù riferibili ad abitazioni private.
Le necropoli sono state localizzate alle estremità opposte della città. Sepolture e resti di monumenti funerari sono emersi nel corso del tempo a Ovest lungo la strada statale.
Uno dei ritrovamenti di maggior rilievo è quello di 150 blocchi di pietra quasi tutti scolpiti e decorati, avvenuto negli anni 1966-1967, nel corso di lavori di cava nell’alveo del fiume Potenza, dove erano stati riutilizzati forse in età medievale come argine. Essi hanno permesso di ricostruire almeno 6 monumenti funerari di diversa tipologia. Attualmente i frammenti sono conservati sotto una struttura coperta nei pressi del teatro. Viste l’area del ritrovamento e la presenza di resti di murature, è plausibile pensare che essi provenissero da un’area estremamente vicina, nella quale si deve pertanto collocare la seconda necropoli della città.
Buona parte dell'area dell'antica colonia di Helvia Recina è ancora da riportare alla luce.

## Studi e scavi archeologici
Numerose campagne fotografiche aeree e rilievi sui terreni agricoli condotti dal "Potenza Valley Survey Project" (Università di Ghent), a partire dal 2000-2001, hanno reso disponibili maggiori informazioni sulla struttura generale e sull'organizzazione della città. Nei mesi di luglio e ottobre 2013, sono state intraprese indagini geofisiche dalla società Eastern Atlas con l'obiettivo di localizzare e mappare più resti di elementi archeologici del sottosuolo a Trea. Anche il recente studio della ceramica romana, per cercare di ottenere indizi cronologici e determinare le zone funzionali dell'insediamento, nonché lo studio della decorazione architettonica in pietra per ottenere più dati sull'urbanistica della città, hanno portato a maggiori conoscenze.
La pianta dell'abitato si colloca in un'area abbastanza regolare e piuttosto pianeggiante, quasi rettangolare, di ca. 22 ettari. La strada di valle da Trea a Potentia attraversava all'incirca il centro della città da sud-ovest a nord-est e fungeva da decumano principale. Un asse principale NW-SE, se confermato da ulteriori ricerche sul campo, avrebbe potuto collegare il decumano principale con il ponte romano sul Potenza, che osservazioni precedenti situavano pochi metri a monte dell'attuale ponte. Questa strada passava direttamente davanti e parallelamente al teatro.
Il foro era probabilmente situato in prossimità dell'intersezione dell'asse nord-sud con il decumano principale. Sebbene gran parte dell'abitato antico sia oggi costituito dalle case e dalle strade di Villa Potenza, nelle coltivazioni dei campi a nord della zona centrale si possono distinguere diversi edifici di grandi dimensioni. Uno di questi è un edificio rettangolare (almeno 18 x 33 m) orientato nord-ovest-sud-est, perpendicolare al decumano principale e forse confinante a sud con un foro. Questo era probabilmente il tempio principale ( Capitolium ?) di Helvia Ricina. Altre tracce di edifici possono essere viste nei campi: diverse grandi domus, una grande cisterna, che potrebbero indicare una vicina struttura pubblica o terme, e una fila di stanze rettangolari simili, fiancheggiate da un corridoio o portico, suggeriscono un insieme di tabernae o forse un horreum. Quest'ultima ipotesi è supportata dalla presenza di numerosi frammenti di dolia e anfore rinvenuti in questa località.
Ci sono segni di abitazioni anche fuori dalle mura, più precisamente direttamente a sud-ovest della città, fuori dalla presunta ubicazione della porta sud-ovest e lungo la strada per Trea così come sul lato nord-est della città c'erano segni di raccolto e un'ampia dispersione di materiale romano fanno pensare ad un insediamento extramurale.
Il teatro è l'unico resto ben conservato della città fuori terra. Ha una cavea di 71,80 m di diametro ed è oggi circondata dalle moderne case di Villa Potenza. Durante una campagna fotografica aerea condotta dal team PVS nel maggio 2009 sono state rilevate anche chiare tracce di un anfiteatro. L'edificio, posizionato ad est del teatro, forse era originariamente collegato ad esso e faceva quindi parte di un unico complesso architettonico. Per la sua posizione sulla strada principale est-ovest che corre lungo la valle fino alla cittadina costiera di Potentia, che funge da decumano della città, Ricina può essere caratterizzata come una città-strada.

## Le collezioni archeologiche da Ricina

### Le collezioni dei musei civici di Macerata
Nelle collezioni dei musei civici di Macerata, tra i reperti di età romana, si segnalano lucerne databili tra la fine del I sec. a.C. e il II secolo riferibili alle forme Dressel, alla produzione con becco ad ogiva e prese laterali nastriformi e al tipo Firmalampen con bollo "VETTI"; alla prima età imperiale è ascrivibile un sigillo bronzeo di forma rettangolare. Si conserva anche un capitello ottagonale in pietra calcarea ed una lastra in calcare con frustuli di iscrizione monumentale proveniente da Ricina ritenuta l’attestazione di un "[c]ur(ator) fani" (C.I.L. IX 5757) ed attribuita al I sec.
A questa sezione archeologica appartengono anche alcuni reperti che sono in deposito, fra i quali vi sono 8 iscrizioni latine (tra cui C.I.L. IX 5755, 5761, 5766, 5772 e 5785 da Ricina, altre due di incerta provenienza), un’epigrafe falsa incisa su un supporto antico (C.I.L. IX 599*), un bollo su mattone ed un piccolo nucleo di materiali scultorei, di cui non si hanno notizie sul luogo di rinvenimento: si tratta di piccole sculture decorative di epoca romana, pervenute o attraverso i canali del collezionismo, o da aree archeologiche limitrofe.
Significative due testine marmoree di divinità: l’una, forse elemento di trapezoforo raffigurante un Eracle con barba e testa coronata di foglie di vite; l’altra consiste nella rappresentazione del volto di un Dioniso maturo con barba, forse in origine contrapposto al volto di un Dioniso giovane, nella composizione tradizionale di una doppia ermetta, con funzione decorativa. Vi è anche Una piccola statuina di divinità femminile, con chitone altocinto, seduta in trono, identificata in un’immagine iconica della dea Fortuna, destinata ad una sfera di culto domestico. La datazione dei pezzi oscilla tra I e II sec. Si distingue da questi, per cronologia e stile, un’antefissa fittile, di forma sub-ogivale, con resti di ingubbiatura bianca, decorata con una testa di Pan imberbe, dai capelli fluenti e tipiche corna, da assegnarsi ad una produzione di ambito tarantino, ascrivibile agli inizi del III sec. a.C.
Inoltre nell'ingresso della Biblioteca Comunale "Mozzi-Borgetti" di Macerata, nello stesso stabile vecchia sede del Museo Civico, si conservava la cassa marmorea di un sarcofago strigilato, che al centro del lato frontale presenta un bassorilievo (un orante affiancato da due personaggi stanti) e alle estremità due colonnine corinzie. Inoltre un capitello marmoreo mutilo fa da basamento ad un grande dolio fittile, proveniente da Colbuccaro: sulla sua spalla è incisa a crudo una scritta, consistente nella sigla di due formule onomastiche bimembri, verosimilmente una coppia consolare in caso ablativo, e databile intorno alla metà o alla seconda metà del III sec. a.C.

### Il lapidarium del Palazzo Comunale di Macerata
Nell’androne e nel cortile del Palazzo Comunale di Macerata, è sistemata una raccolta archeologica, composta di venticinque iscrizioni e di alcuni pezzi scultorei: murate alla parete del lato orientale del cortile si conservano metope in pietra calcarea con fioroni (forse lacunaria) ed il calco di una maschera teatrale; presso i pilastri del portico si trovano una statua virile di togato, con capsa, ed una femminile, entrambe su basamenti moderni; sul lato occidentale dello stesso cortile si può osservare, su podio moderno recante una scritta del 1809, una statua di Esculapio, il dio della medicina, proveniente da Urbs Salvia, riconducibile al II sec.
Il primo nucleo delle iscrizioni si è formato nel corso del XVII secolo, si è arricchito nei primi decenni dell’Ottocento e, fra la fine dello stesso secolo e l’inizio di quello successivo, ha inglobato le epigrafi provenienti dalla collezione maceratese di Palazzo Compagnoni-Carradori.
La maggior parte delle iscrizioni latine proviene dalla città di Ricina. All'interno di una nicchia nella parete ovest del cortile si conserva un altare in marmo (C.I.L. IX 5742), che reca nella parte frontale una dedica a Mercurio, databile alla prima età imperiale. Un’iscrizione murata alla parete destra dell’androne (C.I.L. IX 5746) ricorda la costruzione di terme e di strade da parte di Traiano, con l’eredità del famoso avvocato di Roma Tuscilio Nominato, noto da due epistole di Plinio il Giovane: il fatto che il nome del princeps sia preceduto dall'epiteto "divos" (divus) fa datare il testo all’età di Adriano, ad avvenuta divinizzazione di Traiano. Una seconda iscrizione imperiale (C.I.L. IX 5747), alla parete sinistra dell’androne, ricomposta con frammenti, soltanto alcuni originali: si tratta di una dedica posta nel 205 dalla colonia di Helvia Ricina all’ imperatore Settimio Severo, cui viene attribuito il titolo di "conditor" (fondatore), probabilmente perché dovette inviarvi nuovi coloni. Una lastra murata alla parete destra dell’androne (C.I.L. IX 5786), menziona membri della gens Annia. Le restanti epigrafi ricinensi sono tutte funerarie: l’epitafio della liberta Ottavia Primitiva (C.I.L. IX 5776), del I sec., un’iscrizione cristiana (C.I.L. IX 5791), che si data al IV-V sec., una lastrina con l’iscrizione funeraria di un certo Vettio Ianuario (C.I.L. IX 5783), del II sec.; alla parete sinistra dello stesso androne sono murate due lastre frammentarie, una con frustuli dell’onomastica di un iscritto nella tribù Velina (C.I.L. IX 5784), l’altra menzionante un liberto dei Cincii che fu seviro augustale (C.I.L. IX 5751); alla parete orientale del cortile si osserva un busto-ritratto di un liberto della gens Clodia, rappresentato con il capo calvo, al di sotto del quale si dispone un testo della fine del I sec. a.C. (C.I.L. IX 5765), alla parte ovest una stele calcarea (C.I.L. IX 5759), che ricorda appartenenti alla gens Annia, sul pilastro di nord-est una lastrina (C.I.L. IX 5780) con l’epigrafe sepolcrale di Marco Tedio Sabino.
Di provenienza urbana e databili al I sec. sono due iscrizioni murate nell'androne, delle quali una (C.I.L. VI 15098), alla parete sinistra, è disposta all’interno di una tabella ansata e conserva l’epitafio di due probabili liberti dell’imperatore Claudio, l’altra (C.I.L. VI 15566), alla parete destra, menziona una schiava di una donna di nome Claudia Prisca.
Alle iscrizioni latine si affiancano un’urnetta cineraria tardo-etrusca, che reca sulla cassa una scena di combattimento (la lotta fra Etruschi e Galli), sul coperchio la figura del defunto recumbente ed un testo sinistrorso in lingua etrusca con l’onomastica del defunto stesso, databile al II sec. a.C.; sulla parete destra dell’androne una basetta o arula di marmo bianco con una dedica ad Herakles in greco, di probabile provenienza urbana ed attribuibile al III sec.

### Fonti antiche
- (LA) Plinio il vecchio, Naturalis Historia,  Liber III, 114., Naturalis Historia, Liber III, 114 (link al testo latino originale su la.wikisource)